# Dezembro (canção)
"Dezembro" é uma canção da cantora brasileira Daniela Araújo. A faixa foi lançada em dezembro de 2016 como o décimo primeiro e último single do álbum Doze, lançado em janeiro de 2017.[carece de fontes?]
A canção fez parte do projeto 'Eu Componho com Daniela Araújo', em que Daniela escreveu músicas a cada mês de 2015 conforme temas sugeridos pelos fãs e internautas. No entanto, diferentemente das demais canções liberadas como singles, "Dezembro" teve tema e estrutura totalmente escolhida pela cantora. O lançamento se deu pela Som Livre e marcou como o primeiro lançamento inédito da cantora pela gravadora.[carece de fontes?]
A composição e arranjo é de Daniela em parceria com Jorginho, seu irmão, que também assinou a produção musical. Diferentemente de todas as músicas do álbum, é conduzida em piano e voz e conta com cordas da Orquestra Filarmônica de São Petersburgo, com arranjo de cordas de Kleber Augusto.

## Faixas
1. "Dezembro" - 3:46

## Ficha técnica
Lista-se abaixo os profissionais envolvidos na produção de "Dezembro", de acordo com o encarte do disco.
- Daniela Araújo – vocais, composição, produção musical, arranjo
- Jorginho Araújo – produção musical, composição, piano, arranjo
- Kleber Augusto – arranjo de cordas
- St Petersburgo Studio Orchestra – cordas
- João Carlos Mesquita (Cuba) – mixagem
- David Lee – masterização